# Adidas Etrusco Unico

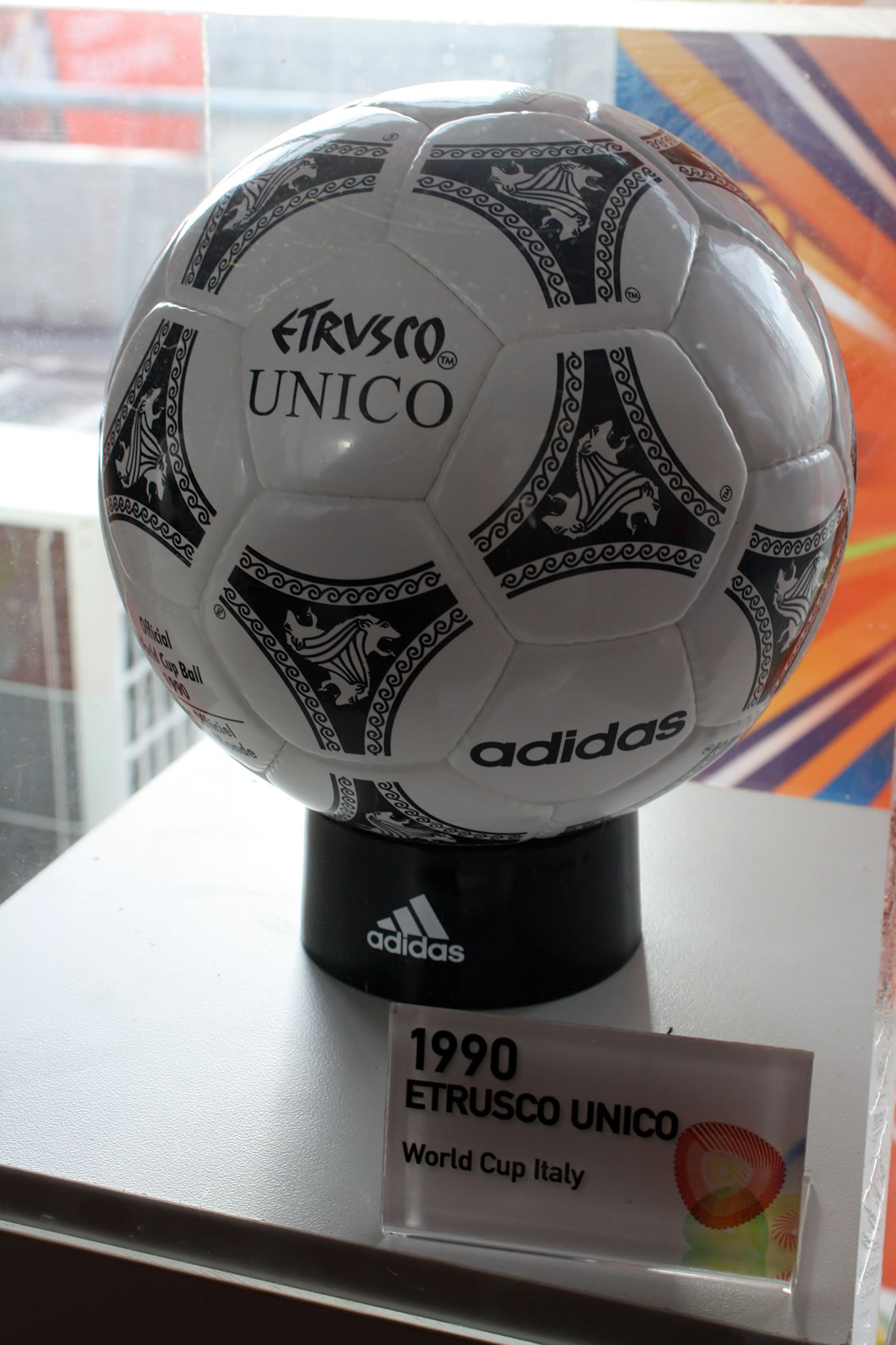
De Adidas Etrusco Unico (editie WK 1990)

De Etrusco Unico was de officiële wedstrijdbal tijdens het FIFA-wereldkampioenschap voetbal 1990 in Italië, de CONMEBOL Copa América 1991 in Chili, het UEFA Europees kampioenschap voetbal 1992 in Zweden en de Olympische Zomerspelen van 1992 in Spanje. Hij werd ontworpen en gemaakt door adidas, begin jaren 90. De naam en het ingewikkelde ontwerp zijn geïnspireerd door de grootse en oude geschiedenis van de Etrusken. De 20 vlakstukken worden elk versierd met drie Etruskische leeuwenkoppen.